# Qırmızı Bazar
Qırmızı Bazar (armeniska: Կարմիր Շուկա, Karmir Shuka, ryska: Красный Базар) är en ort i Azerbajdzjan.   Den ligger i distriktet Xocavənd Rayonu, i den sydvästra delen av landet, 260 km väster om huvudstaden Baku. Qırmızı Bazar ligger 670 meter över havet och antalet invånare är 1 211.
Terrängen runt Qırmızı Bazar är kuperad. Runt Qırmızı Bazar är det ganska glesbefolkat, med 35 invånare per kvadratkilometer.. Närmaste större samhälle är Müşkapat, 10,6 km norr om Qırmızı Bazar. 
Omgivningarna runt Qırmızı Bazar är en mosaik av jordbruksmark och naturlig växtlighet.